# Gösta Olson (arkitekt)

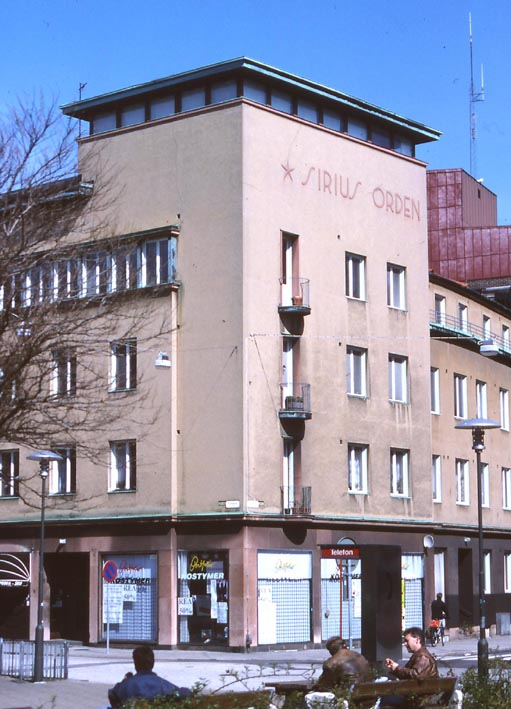
Siriusorden i Malmö, ritad 1931.

Gösta Erik Bengt Olson, född 28 august 1894 i Malmö S:t Petri församling, Malmö,  död 20 maj 1969 i Slottsstadens församling, Malmö, var en svensk arkitekt, byggmästare, möbelformgivare och inredningsarkitekt.
Olson var verksam i Malmö. Hans stil kännetecknas av nordisk klassicism och funktionalism.
Olson var utbildad i Trondheim och Düsseldorf. Han drev arkitektverksamhet i Malmö från 1927 fram till början av 1960-talet. Olsons mest framträdande verk var Siriusordens byggnad vid Kattsundsgatan i Malmö. Han ritade även ett posthus och badhus i Alvesta samt en lång rad flerbostadshus i Malmö, bl.a. i Hästhagen och i Limhamn.